# 장윤정려
장윤정려(張潤旌閭)는 대한민국 순천시 승주읍 서평리에 있는 정려이다. 1985년 2월 15일 전라남도의 기념물 제75호로 지정되었다.

## 개요
임진왜란 때 활약한 장윤 장군의 업적을 추모하기 위해 세운 것이다.
장군은 무과에 급제하고 사천현감을 지냈으며 선조 25년(1592) 임진왜란이 일어나자 의병을 이끌고 함양, 개령 등지에서 큰 공을 세우며 싸우다가 아쉽게 진주싸움에서 전사하였다.
인조 27년(1649) 지금 있는 자리에 지은 것으로 앞면 1칸·옆면 1칸 규모이다. 지붕은 옆면에서 볼 때 사람 인(人)자 모양을 한 맞배지붕으로 꾸몄다

## 같이 보기
- 장윤

## 참고 문헌
- 장윤정려 - 국가유산청 국가유산포털